# Sainte-Foy-Saint-Sulpice
Sainte-Foy-Saint-Sulpice é uma comuna francesa na região administrativa de Auvérnia-Ródano-Alpes, no departamento de Loire. Estende-se por uma área de 29,12 km². Em 2010 a comuna tinha 529 habitantes (densidade: 18,2 hab./km²).